# Elevated Seating Coaster
Der Elevated Seating Coaster (ESC) ist ein Stahlachterbahnmodell des Herstellers Zierer Rides. Die erste Auslieferung ging 2006 mit dem Namen Crossbow an den amerikanischen Freizeitpark Bowcraft Playland. Insgesamt wurden bislang 11 Anlagen dieses Modells ausgeliefert. Als Besonderheit am Elevated Seating Coaster gelten die außergewöhnlichen Sitze, die eine erhöhte Sitzposition der Fahrgäste ermöglichen sollen.

## Ausführungen
Standardmäßig wird der Elevated Seating Coaster in zwei Modellen angeboten, als ESC 385 und als ESC 535, wobei die Zahl in der Modellbezeichnung für die ungefähre Gesamtschienenlänge steht. Weitere Unterscheide sind die Grundfläche, die maximale Geschwindigkeit und die Höhe. Die maximale Anzahl der Personen pro Fahrt ist bei beiden Achterbahnmodellen gleich, da bei beiden der gleiche Zug eingesetzt wird.
|                      | ESC 385             | ESC 535             |
| -------------------- | ------------------- | ------------------- |
| Grundfläche          | ca. 65 m × 42 m²    | ca. 52,5 m × 62 m²  |
| Höhe                 | ca. 16 m            | ca. 22 m            |
| Schienenlänge        | ca. 385 m           | ca. 535 m           |
| Max. Geschwindigkeit | ca. 58 km/h         | ca. 65 km/h         |
| Sitzplätze           | 16 Personen pro Zug | 16 Personen pro Zug |

## Züge
Die Züge der Achterbahn sind pro Wagen mit zwei nebeneinander positionierten Sitzen versehen. Acht Wagen bilden einen Zug. Somit können pro Fahrt 16 Fahrgäste transportiert werden. Für die Sicherheit während der Fahrt sorgen gepolsterte Schalensitze und gepolsterte, auf die Körpergröße des Fahrgastes einstellbare Rückhaltebügel.

## Auslieferungen
Insgesamt wurden 12 Anlagen bislang ausgeliefert und eine Versetzung verzeichnet.
| Name                                | Freizeitpark               | Land        | Modell     | Länge | Höhe | Sitzplätze | Max. Geschwindigkeit | Baujahr   | Geschlossen    | RCDB  | RCDB   |
| ----------------------------------- | -------------------------- | ----------- | ---------- | ----- | ---- | ---------- | -------------------- | --------- | -------------- | ----- | ------ |
| Big Bang                            | Freizeitpark Familienland  | Österreich  | ESC Custom | 530 m | 22 m | 10         | ca. 65 km/h          | 12.7.2013 |                | Daten | Bilder |
| Crossbow                            | Bowcraft Playland          | USA         | ESC 385    | 384 m | 16 m | 16         | ca. 64 km/h          | 07/2006   | 30.9.2018      | Daten | Bilder |
| Devin Kileri                        | Wonderland Eurasia         | Türkei      | ESC 535    | 530 m | 22 m | 16         | ca. 65 km/h          | 04/2019   | 2019           | Daten | Bilder |
| Force One                           | Schwabenpark               | Deutschland | ESC 535    | 530 m | 22 m | 16         | ca. 65 km/h          | 18.5.2010 |                | Daten | Bilder |
| Forza                               | Tosselilla                 | Schweden    | ESC 385    | 384 m | 16 m | 16         | ca. 64 km/h          | 2.7.2022  |                | Daten | Bilder |
| Il Tempo Extra Gigante              | Hunderfossen Familiepark   | Norwegen    | ESC 535    | 535 m | 22 m | 14         | ca. 65 km/h          | 24.5.2014 |                | Daten | Bilder |
| Pioneer                             | OK Corral                  | Frankreich  | ESC Custom | 500 m | 25 m | 12         | ca. 65 km/h          | 2.6.2018  |                | Daten | Bilder |
| Polar X-plorer                      | Legoland Billund           | Dänemark    | ESC Custom | 498 m | 19 m | 16         | ca. 65 km/h          | 29.4.2012 |                | Daten | Bilder |
| Roller Coaster / Американская Горка | Gorky Park                 | Ukraine     | ESC 535    | 530 m | 22 m | 16         | ca. 65 km/h          | 2012      |                | Daten | Bilder |
| Snake Coaster                       | Jungleland                 | Indonesien  | ESC 535    | 530 m | 22 m | 16         | ca. 65 km/h          | 2017      | 2018 bis <2023 | Daten | Bilder |
| Spirou Racing                       | Parc Spirou                | Frankreich  | ESC 535    | 530 m | 22 m | 16         | ca. 65 km/h          | 16.6.2018 |                | Daten | Bilder |
| Verbolten                           | Busch Gardens Williamsburg | USA         | ESC Custom | 864 m | 26 m | 16         | ca. 85 km/h          | 18.5.2012 |                | Daten | Bilder |
| Zor's Coaster / Զորի Քոսթեր         | Yerevan Park               | Armenien    | ESC 535    | 530 m | 22 m | 16         | ca. 65 km/h          | 15.5.2021 |                | Daten | Bilder |

## Auszeichnungen
Die Achterbahn Force One im Schwabenpark bei Kaisersbach wurde 2011 mit dem Neuheitenpreis „FKF-Award 2010“ des Freundeskreis Kirmes und Freizeitparks e.V. ausgezeichnet.